# Eilema suspecta
Eilema suspecta là một loài bướm đêm thuộc phân họ Arctiinae, họ Erebidae.